# Cunegunda de Polònia
|  | Aquest article tracta sobre la reina de Polònia del s. XIII. Vegeu-ne altres significats a «Cunegunda de Luxemburg». |

Cunegunda o Kinga de Polònia (també anomenada Kunigunda, Kunegunda, Cunegundes, Kioga o Zinga); (5 març 1224 - 24 de juliol de 1292) va ser reina consort de Polònia i és venerada com a santa per l'Església catòlica i patrona de Polònia i Lituània.

## Vida
Era la filla del rei Béla IV d'Hongria, neboda d'Elisabet d'Hongria i neboda segona de Santa Eduvigis d'Andechs. Les seves germanes foren les santes Margarida d'Hongria i Iolanda de Polònia.
Va maridar Boleslau V el Cast i esdevingué reina quan el seu marit pujà al tron com a rei de Polònia. No obstant això, la parella feu vot de castedat. Durant el seu regnat, Kinga es dedicà a les obres de caritat: visitava i ajudava els pobres i els lleprosos. Quan el seu marit va morir, en 1279, va vendre els seus béns i els va donar per a obres benèfiques. No va voler continuar al govern del regne i va ingressar al monestir de clarisses a Stary Sacz, que ella mateixa havia fundat.
Va passar la resta de la seva vida fent vida contemplativa, sense deixar que ningú fes referència al seu passat com a reina de Polònia. Va morir el 24 de juliol de 1292 i va ser enterrada al mateix monestir.

## Veneració
Alexandre VIII la va beatificar en 1690. El 1715 va ser proclamada patrona de Polònia i Lituània. El 1741 es va obrir la causa de canonització. El 16 de juny de 1999 va ser canonitzada per Joan Pau II en un dels seus viatges a Polònia..

## Galeria d'imatges

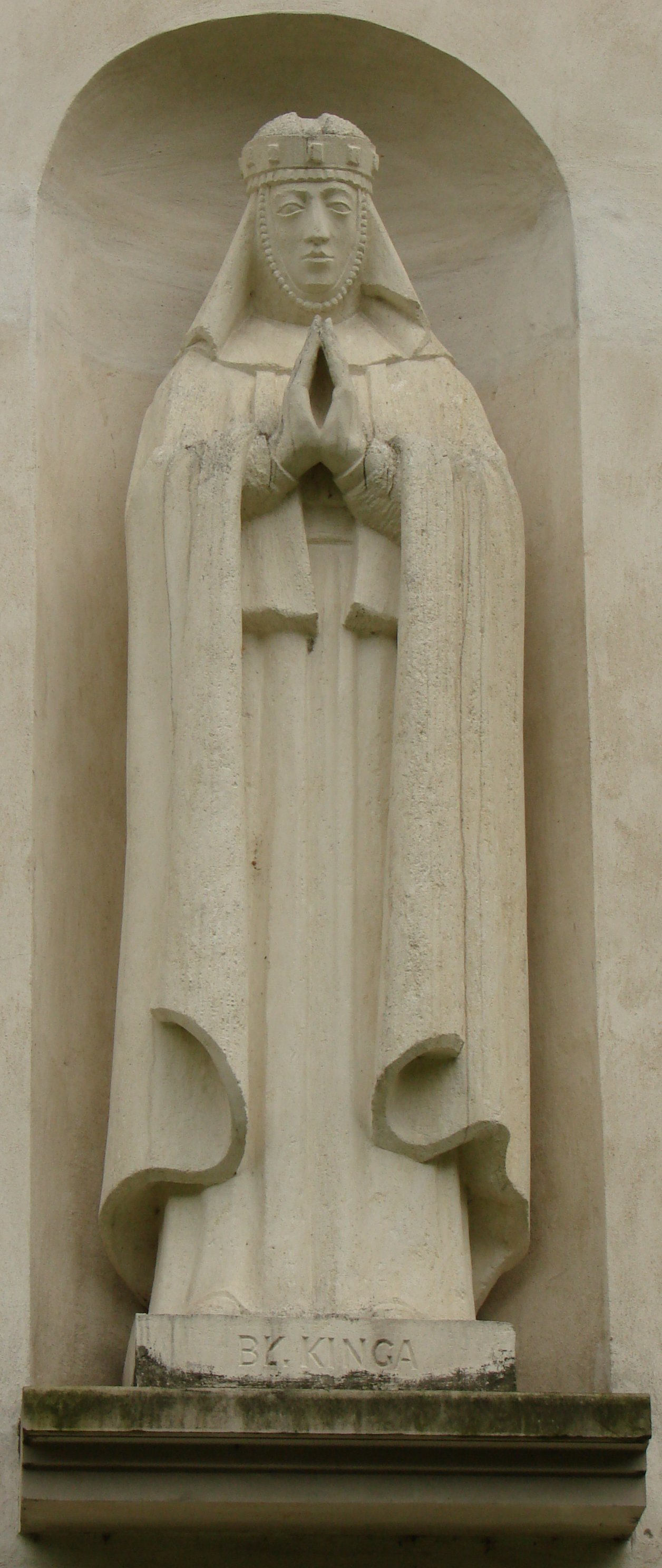
Estàtua a Sant Josep de Muszyna
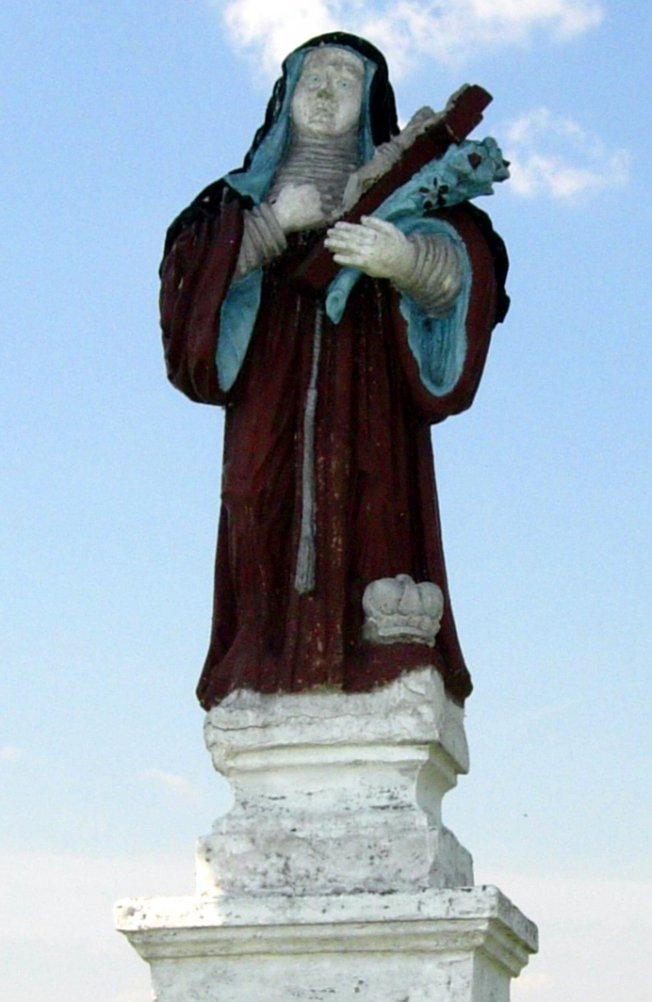
Estàtua (1820) a Nowy Korczyn
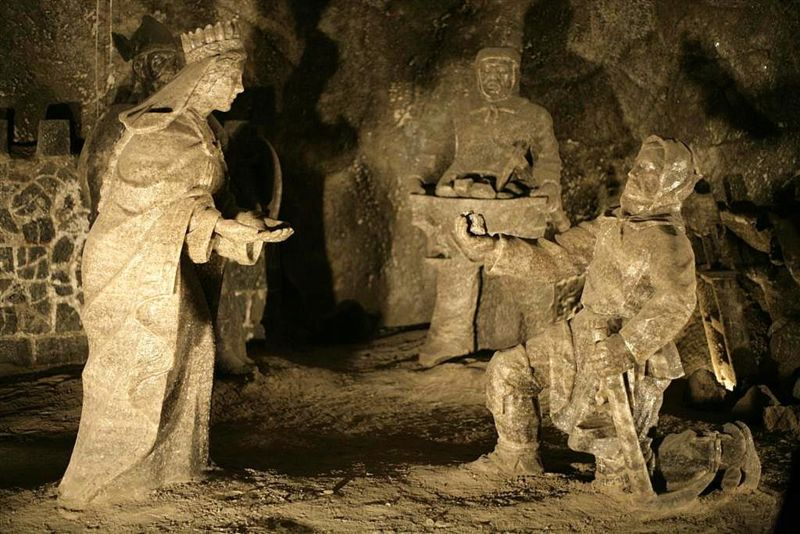
Capella de Santa Kinga, a les mines de sal de Wieliczka
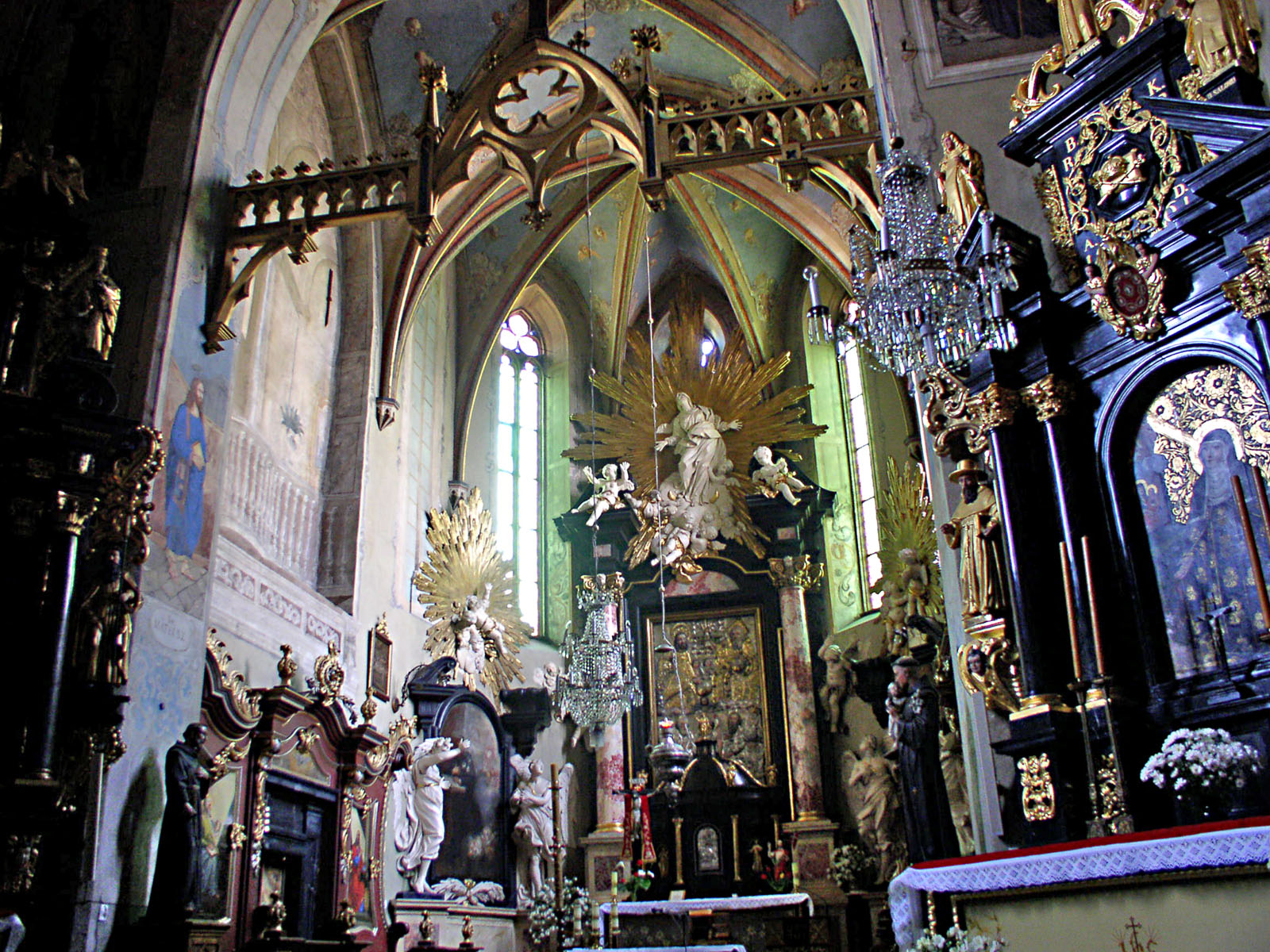
Església del convent de clarisses de Stary Sacz, on la santa va viure i morir i on és enterrada